# Конрой, Джон (хоккеист на траве)
Джон Валентайн Конрой (англ. John Valentine Conroy; 27 ноября 1928, Нагпур, Британская Индия — 9 ноября 1985, Ливерпуль) — британский хоккеист на траве, нападающий. Бронзовый призёр летних Олимпийских игр 1952 года, участник летних Олимпийских игр 1956 года.

## Биография
Джон Конрой родился 27 ноября 1928 года в городе Нагпур в Британской Индии (сейчас в Индии).
Играл в хоккей на траве за «Мид-Суррей» и «Литэм Сент-Эннс».
В 1952 году вошёл в состав сборной Великобритании по хоккею на траве на летних Олимпийских играх в Хельсинки и завоевал бронзовую медаль. Играл на позиции нападающего, провёл 3 матча, забил 1 мяч в ворота сборной Пакистана.
В 1956 году вошёл в состав сборной Великобритании по хоккею на траве на летних Олимпийских играх в Мельбурне, занявшей 4-е место. Играл на позиции нападающего, провёл 6 матчей, забил 5 мячей (по одному в ворота сборных Малайзии, Кении, Австралии, Пакистана и ОГК).
В 1952—1960 годах провёл за сборную Англии по хоккею на траве 32 матча, за сборную Великобритании — 23 матча. Был первым выходцем из Британской Индии, сыгравшим в составе англичан.
Умер 9 ноября 1985 года в британском городе Ливерпуль. Во время матча «Литэм Сент-Эннс» против третьего состава местного «Моссли Хилл» он потерял сознание на поле. Конроя направили в больницу Бродгрин, но по прибытии медики констатировали смерть.

## Семья
Отец Джона Конроя умер в Британской Индии за четыре месяца до его рождения, у матери Лилиан на тот момент остались шесть детей в возрасте до 11 лет. 